# Porana velutina
Porana velutina là một loài thực vật có hoa trong họ Bìm bìm. Loài này được (M. Martens & Galeotti) Hallier ex Engl. miêu tả khoa học đầu tiên năm 1893.